# Mine de Narva
 (septembre 2022).
Si vous disposez d'ouvrages ou d'articles de référence ou si vous connaissez des sites web de qualité traitant du thème abordé ici, merci de compléter l'article en donnant les références utiles à sa vérifiabilité et en les liant à la section « Notes et références ».
La mine de Narva est une mine à ciel ouvert de schiste bitumineux située en Estonie.
L'exploitation de cette mine pose des problèmes hydrogéologiques.